# San Martín de Oscos
San Martín de Oscos (Eonavian: Samartín d'Ozcos) là một đô thị trong cộng đồng tự trị của Công quốc Asturias, Tây Ban Nha. 

## Giáo khu
- Illano
- Labiarón
- Oscos
- Pesoz